# Megawite
La megawite (simbolo IMA: Mgw) è un minerale rarissimo del supergruppo della perovskite, all'interno del quale viene collocato nel gruppo delle perovskiti stechiometriche e da lì al sottogruppo della perovskite; appartiene alla famiglia minerale degli "ossidi e idrossidi" e possiede composizione chimica CaSnO3.
La megawite è l'analogo dello stagno della perovskite e della lakargiite.

## Etimologia e storia
Il minerale prende il proprio nome in onore di Helen Dick Megaw (1907 - 2002), cristallografa britannica che ha dato un fondamentale contributo alla comprensione della struttura delle perovskiti sintetiche e naturali e prima donna a ricevere nel 1989 la Medaglia Roebling della Mineralogical Society of America.

## Classificazione
Essendo stata approvata dall'Associazione Mineralogica Internazionale (IMA) nel 2010, la megawite non viene elencata nella classica nona edizione della sistematica dei minerali di Strunz, aggiornata dall'IMA fino al 2009.
Viene menzionata nell'edizione successiva, proseguita dal database "mindat.org" e chiamata Classificazione Strunz-mindat, dove la megawite è elencata nella classe "4. Ossidi (idrossidi, V[5,6] vanadati, arseniti, antimoniti, bismutiti, solfiti, seleniti, telluriti, iodati)" e nella sottoclasse "4.C Metallo:Ossigeno = 2:3, 3:5 e simili"; questa è più finemente suddivisa in base alla dimensione dei cationi coinvolti, in modo tale da trovare la megawite nella sezione "4.CC Con cationi di media e grande dimensione" dove forma il sistema nº 4.CC.30 insieme a barioperovskite, lakargiite, latrappite, lueshite, natroniobite e perovskite.
Nella Sistematica dei lapis (Lapis-Systematik) di Stefan Weiß la megawite si trova nella classe degli "ossidi" e nella sottoclasse degli "ossidi con rapporto metallo:ossigeno = 2:3 (M2O3 e composti correlati)"; qui forma la "serie della perovskite" con il numero di sistema IV/C.10 insieme a perovskite, lakargiite, latrappite, barioperowskite, tausonite, loparite, isolueshite, pauloabibite, lueshite, natroniobite e vapnikite.

## Abito cristallino
La megawite cristallizza nel sistema ortorombico nel gruppo spaziale Pban (gruppo nº 50) con i parametri di cella a = 5,56(3) Å, b = 5,71(3) Å e c = 7,943(3) Å, oltre ad avere 4 unità di formula per cella unitaria.

## Origine e giacitura
La megawite si presenta in minuscole inclusioni nei minerali rocciosi in xenoliti ignimbritici alterati in una caldera. Il minerale probabilmente si forma per metamorfismo di contatto a bassa pressione e a temperature superiori a 800 °C. La paragenesi è con afwillite, brucite, elbrusite, idrocalumite, idrogrossularia, idrossilellestadite, kerimasite, lakargiite, minerali del gruppo dell'ettringite, periclasio, perovskite, reinhardbraunsite, rondorfite, spurrite, srebrodolskite e wadalite.
La megawite è un minerale rarissimo ed è stato trovato solo nella sua località tipo, il sito "Xenolite nº 3" sul monte Lakargi nella Repubblica di Cabardino-Balcaria.

## Forma in cui si presenta in natura
La megawite forma cristalli pseudocubici e pseudocubottaedrici, di dimensioni fino a 0,015 mm, oppure come inclusioni nella spurrite o sui bordi della lakargiite.
Il minerale è trasparente con lucentezza vitrea; il colore va dal marrone giallastro pallido al giallo pallido, ma può essere anche incolore, mentre il colore del suo striscio è bianco.